# Josef Brunner (Unternehmer)

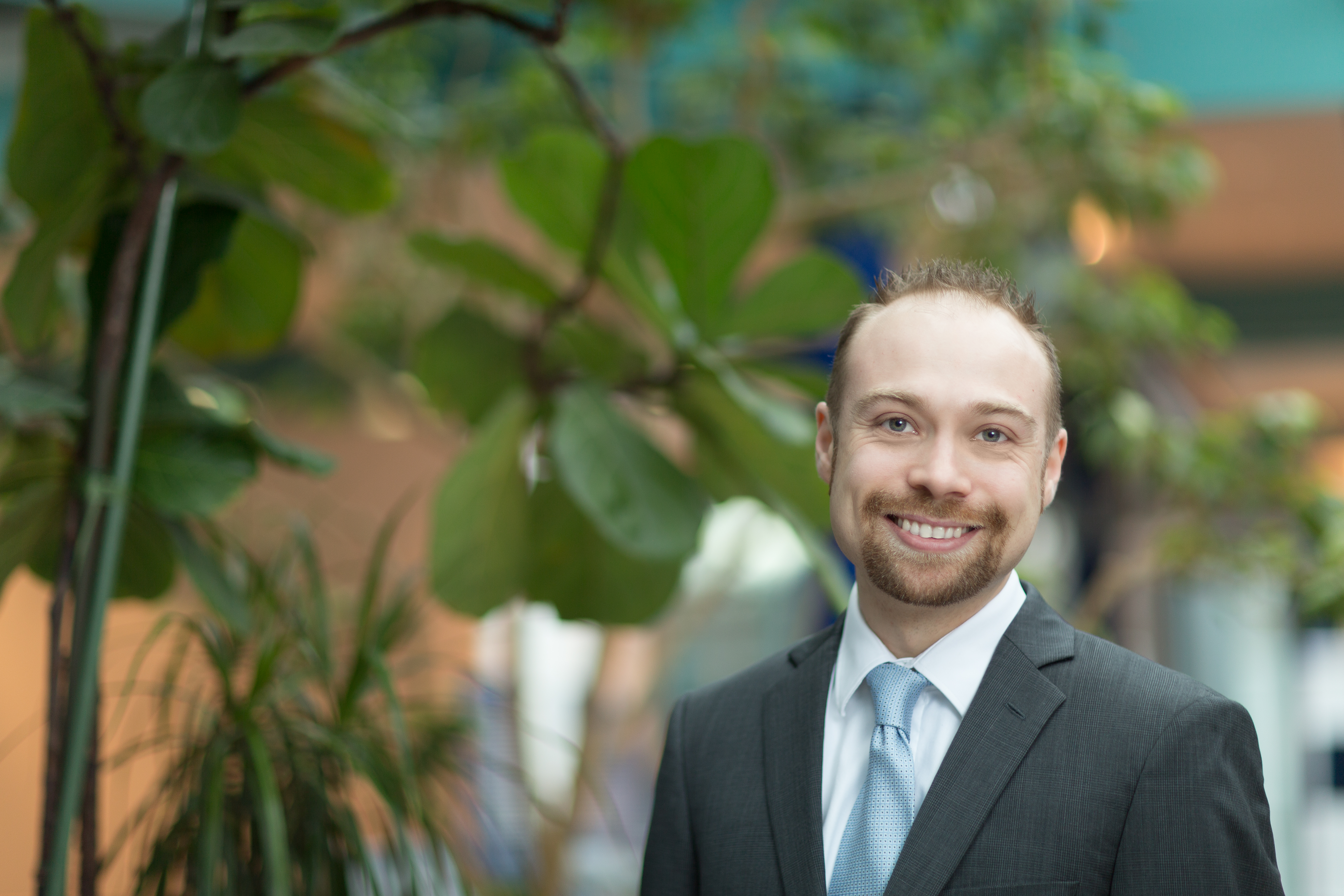
Josef Brunner 2014

Josef Johannes Brunner (* 21. Oktober 1981) ist ein deutscher Unternehmer, Investor und Autor aus den Bereichen Internetsicherheit, Umwelttechnik, Immobilien, Ernährung und Ethisches Investment. Er war Gründer von jouleX, relayr, der AFT Gruppe, seinem Investment Vehicle mit Büros in München, Zug und Vaduz. Als Autor befasst er sich besonders mit dem Thema Unternehmenskultur.

## Leben

### Familie und Herkunft
Josef Brunner stammt aus einer Arbeiterfamilie. Sein Vater, ein Bäcker, und seine Mutter, eine Krankenschwester, unterstützten ihn früh bei seinen unternehmerischen Plänen. Aus seiner Verbundenheit zu München hat er, im Gegensatz zum aktuellen Trend, Software- und Internetunternehmen in Berlin anzusiedeln, alle seine Unternehmen in München gestartet.

## Unternehmen
Bereits mit 16 Jahren gründete Brunner sein erstes Unternehmen, das sich auf Sicherheitsdienstleistungen für Großunternehmen und Banken spezialisierte. Sein zweites Unternehmen, ebenfalls aus dem Sicherheitsbereich, wurde von Azlan, jetzt Teil von Tech Data (NASDAQ TECD), aufgenommen und als „TrustInOne“-Lösung vertrieben. Auf seine ersten beiden Unternehmungen folgte Bastille Networks, welches zu Teilen (Asset Deal) von der Integralis AG übernommen wurde. Das vierte von Brunner geführte Unternehmen, JouleX, wurde 2013 für 107 Millionen US-Dollar von Cisco Systems akquiriert und wird seither als Cisco EnergyWise-Lösung weltweit vertrieben. Der Verkauf gilt als einer der erfolgreichsten deutschen Umweltunternehmenserfolge. Zu seinen weiteren Projekten und Investments zählen u. a. Corrux, relayr sowie gemeinsam mit den Flixbus-Gründern Jochen Engert, Daniel Krauss und André Schwämmlein das Unternehmen Grillido.
Aktuell führt Josef Brunner die AFT Gruppe, zu der verschiedene Unternehmen aus dem Bereich Private Equity, Venture Capital und Immobilien gehören. AFT steht hierbei für Advanced Future Technologies. Die AFT Gruppe investiert über diverse Tochterunternehmen sowohl in aussichtsreiche Startup-Unternehmen, die das Potential zu globalen Marktführern aufweisen, als auch in renditestarke Immobilienprojekte in Deutschland, Österreich und der Schweiz. Sein Investment Fokus liegt dabei auf transformativen Megatrends (Energie, Nachhaltigkeit, Ernährung, Software).

## Preise und Auszeichnungen
Während seiner unternehmerischen Tätigkeit erhielt Josef Brunner diverse internationale Preise von Umweltverbänden und Unternehmen:
- Clean Tech Media Award[6][7]
- BT Success For Future Award[8] (Verliehen vom CEO von BT Germany für die Entwicklung einer Unternehmenslösung, die nachhaltiges Handeln durch die Kombination aus ökonomisch und ökologisch Sinnvollen ermöglicht. Diese Preisverleihung fand weltweit Beachtung. So wurde die Preisübergabe unter anderem auf dem Times Square in New York City illustriert.)Josef Brunner bei der Verleihung des BT Success For Future Award in München
- IBM Smart Camp Winner[9]

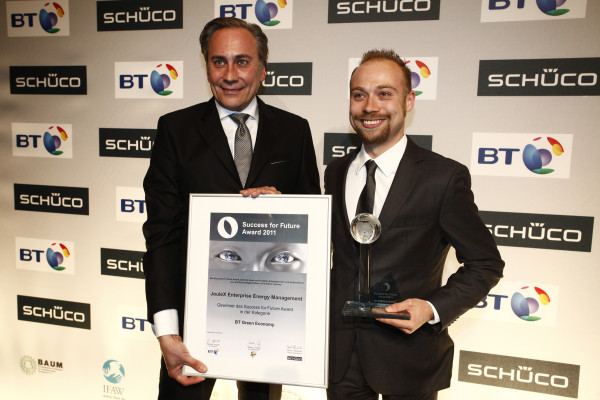
Josef Brunner bei der Verleihung des BT Success For Future Award in München

- General Electric ecomagination Challenge: Powering the Grid[10]
- Sparkasse Pforzheim Calw – Green IT Best Practice Award 2011[11]

## Schriften
- Smart Energy, Hans-Gerd Servatius, Seite 201, Springer, 2012, ISBN 3-642-21819-9
- Rising Son: A Father and Son’s Bike Adventure across Japan, Charles R. Scott, CreateSpace Independent Publishing Platform, 2012, ISBN 1-4802-7223-X
- Follow the Pain: Das Geheimnis unternehmerischen Erfolgs – Wie du alle Widerstände überwindest und es ganz nach oben schaffst, Beshu Books, 2021, ISBN 978-3-9821950-6-3.
- https://www.welt.de/debatte/kommentare/article207009417/Innovation-Die-Corona-Rezession-ist-ein-Weckruf-fuer-Unternehmer.html
- https://www.welt.de/wirtschaft/plus202283774/Made-in-Germany-Wie-eine-stolze-Nation-ihren-Wohlstand-riskiert.html
- https://t3n.de/news/relayr-ceo-josef-brunner-muessen-1164027/
- https://t3n.de/news/relayr-josef-brunner-859448/